# رایزکمرا
رایزکمرا (به انگلیسی: Reisekamera) یک دوربین عکاسی ساخت شرکت است.